# Stróż brata mego
Stróż brata mego lub Mój brat (ang. My Brother's Keeper) – amerykański dramat filmowy z 1995 roku napisany przez Gregory'ego Goodella oraz wyreżyserowany przez Glenna Jordana. Wyprodukowany przez Holiday Productions, RHI Entertainment i Hallmark Entertainment.
Premiera filmu miała miejsce 19 marca 1995 roku w Stanach Zjednoczonych.

## Fabuła
Historia bliźniaków Boba i Toma Bradleyów, dwóch uwielbianych nauczycieli, którzy stawiają czoło pogardzie społeczności Long Island, gdy Tom zaraża się HIV. Lekarze chcą przeprowadzić przeszczep szpiku kostnego pomiędzy braćmi, aby spowolnić rozwój zabójczej choroby. Tymczasem firma ubezpieczeniowa Toma oznajmia, że nie pokryje kosztów operacji. Bracia postanawiają podać ubezpieczyciela do sądu.

## Obsada
- John Lithgow jako Tom Bradley / Bob Bradley
- Annette O’Toole jako Joann Bradley
- Veronica Cartwright jako Pat
- Željko Ivanek jako doktor Hill
- Richard Masur jako Morley
- Brian Doyle-Murray jako Curtis (wymieniony jako Brian Doyle Murray)
- Amy Aquino jako Terry
- Peter Michael Goetz jako Tabor
- Ellen Burstyn jako Helen

i inni